# Werner Goebel
Werner Goebel (* 19. September 1939 in Siemianowice Śląskie (Oberschlesien)) ist ein deutscher Mikrobiologe.

## Leben
Goebel studierte von 1958 bis 1963 Chemie an der Universität Tübingen. Er wurde 1965 promoviert, anschließend arbeitete er für drei Jahre an der University of California, San Diego (USA) bei Professor Donald Helinski. Nach der Habilitation im Fach Mikrobiologie (1971) war er von 1972 bis 1975 Leiter der Abteilung für Genetik der Gesellschaft für Biotechnologische Forschung (GBF) in Braunschweig und gleichzeitig Professor für Biochemie an der Technischen Universität Braunschweig. Von 1974 bis 2007 war er Inhaber des Lehrstuhls für Mikrobiologie der Universität Würzburg.
Goebel ist ein Klavierspieler, der im Rahmen von Festakten an der Universität Würzburg (oft zusammen mit seiner Lehrerin Enikő Török von der Würzburger Hochschule für Musik) auftritt.

## Wirken
Goebel publizierte mehr als 350 Artikel in internationalen Zeitschriften, vorwiegend zur Molekularbiologie der pathogenen Bakterien Listeria monocytogenes und Escherichia coli.
Für seine Arbeiten zur Klonierung und des Hämolysingens von Escherichia coli erhielt er 1983 den Robert-Koch-Preis und 1984 den ASM Lecture Award der American Society for Microbiology. Am 1. Juni 2006 erhielt er zusammen mit Gerhard Gottschalk den Emil von Behring-Preis der Stadt Marburg.
Werner Goebel ist Mitglied verschiedener Akademien wie der Leopoldina (seit 1988) oder der American Academy for Microbiology. 2007 erhielt er die Verdienst-Medaille der Leopoldina.